# Brayan Moya
Brayan Josué Velásquez Moya (San Antonio de Oriente, 19 ottobre 1993) è un calciatore honduregno, attaccante dell'Olimpia.

## Palmarès

### Club

#### Competizioni internazionali
- CONCACAF League: 1

Olimpia: 2017